# Marián Studenič
Marián Studenič (Skalica, Eslovaquia, 28 de octubre de 1998) es un jugador profesional eslovaco de hockey sobre hielo que se desempeña en la posición de extremo derecho en Seattle Kraken, equipo de la National Hockey League (NHL).

## Carrera
Fue seleccionado en la quinta ronda en la NHL Entry Draft de 2017. En 2020 hizo su debut profesional con el equipo New Jersey Devils, en el cual jugó dos temporadas (2020-2021), después paso a Dallas Stars (2021-2023), luego a Seattle Kraken, donde lleva jugando una temporada.